# Вахан Мхитарјан
Вахан Мхитарјан (јерм. Վահան Մխիթարյան, романизовано Vahan Mkhitaryan; Јереван, 16. август 1996) јерменски је пливач чија специјалност су спринтерске трке слободним стилом. Вишеструки је национални рекордер и првак.
Мхитарјан је представљао Јерменију на ЛОИ 2016. у Рију где је носио заставу својеземље на церемонији свечаног отварања Игара. 

## Спортска каријера
Прво веће међународно такмичење на коме је Мхитарјан учествовао је било светско првенство у малим базенима у Истанбулу 2012, а годину дана касније по први пут је наступио и на светском првенству у великим базенима у Барселони. Такмичио се и на светским првенствима у Казању 2015. (најбољи резултат 44. место на 50 слободно), Будимпешти 2017. и Квангџуу 2019. године. 
Мхитарјан је наступио и на Летњим олимпијским играма 2016. у Рију где је у квалификацијама трке на 50 слободно заузео 47. место у конкуренцији 85 пливача. Носио је заставу Јерменије на свечаној церемонији отварања Игара у Рију. 